# Akita amerykańska
Akita amerykańska (dawniej duży japoński pies) – rasa psa należąca do grupy szpiców i psów pierwotnych, zaklasyfikowana do sekcji szpiców azjatyckich i ras pokrewnych. Nie podlega próbom pracy.

## Rys historyczny
Historia rozwoju akity amerykańskiej (dawniej duży pies japoński) jest początkowo wspólna z dziejami akity japońskiej. Od 1603 r. w regionie Akita używano do walk średniej wielkości psów przeznaczonych do polowania na niedźwiedzie (Akita Matagi). Począwszy od 1868 r. krzyżowano tę rasę z psami tosa oraz z mastiffami. W efekcie zwiększyły się rozmiary akity, ale też zatracone zostały cechy charakterystyczne dla szpiców. W 1908 r. zakazano walk psów, ale mimo to akity przetrwały i były nadal rozwijane jako duża rasa japońska. W 1931 r. wytypowano dziewięć najlepszych psów tej rasy i uznano je za "pomnik przyrody". Podczas II wojny światowej psie skóry były stosowane do produkcji wojskowych mundurów. Policja zarządziła łapanki i konfiskatę wszystkich psów z wyjątkiem owczarków niemieckich, przeznaczanych do celów militarnych. Niektórzy miłośnicy akit próbowali obejść prawo krzyżując swoje psy z owczarkami. Po zakończeniu wojny liczba Akit drastycznie spadła i jako rasa podzielona była na trzy typy:
1. Akita Matagi,
2. Akita do walk psów,
3. Owczarko-Akita.

Podczas odtwarzania rasy po wojnie, Kongo-go z linii DEWA cieszył się krótką, ale spektakularną popularnością. Wiele akit z linii DEWA, których wygląd wskazywał na pokrewieństwo z mastiffami i owczarkami niemieckimi, zostało zabranych do Stanów Zjednoczonych przez personel wojskowy. Akity z linii DEWA, inteligentne i łatwo dostosowujące się do różnych warunków, fascynowały amerykańskich hodowców. Liczba psów z tej linii zwiększała się wraz z rosnącym nią zainteresowaniem. W 1956 r. założono Amerykański Klub Akity (Akita Club of America – ACA), zaś AKC (American Kennel Club) uznał rasę (wpis do księgi hodowlanej i normalny status na wystawach) w październiku 1972 r. Japoński Kennel Club (JKC) i AKC nie przeprowadziły wtedy żadnych uzgodnień dotyczących wzajemnego uznawania pochodzenia i rodowodów akit, co spowodowało zakaz sprowadzania nowych psów z Japonii. Dlatego też akity w USA stały się zupełnie inne niż w Japonii – kraju pochodzenia rasy. W ten sposób w USA rozwinęła się własna odmiana akity, której cechy charakterystyczne i typ pozostają nie zmienione od 1955 r. To silnie kontrastuje z sytuacją akity w Japonii, gdzie krzyżowano je z akitami matagi celem odtworzenia oryginalnego typu rasy.

## Wygląd

### Budowa
- Jest to pies o mocnej budowie i dużej masie. Charakterystyczna jest głowa o kształcie dwóch trójkątów równobocznych, odwróconych i stykających się ze sobą podstawą.

### Szata i umaszczenie
Dopuszczalne są wszystkie typy umaszczenia.
- Przy umaszczeniu pinto (łaciate) kolor powinien zajmować minimum 1/3 powierzchni bieli.
- Sierść średniej długości, składa się z twardego włosa okrywowego i miękkiego podszerstka. Dwa razy w roku bardzo intensywnie linieje.

## Zachowanie i charakter
Są to psy z natury ciche i czujne. Nieufne wobec obcych. Dość niezależne, wymagają doświadczonego opiekuna. Mogą być agresywne wobec innych psów.

## Użytkowość
Przodkowie akity służyli do polowań na grubą zwierzynę, a udokumentowana historia rasy rozpoczyna się w wieku VII. Wtedy zmuszony do banicji przed cesarzem Japonii jeden z jego rycerzy znalazł schronienie w prowincji Akita. Postanowił tam stworzyć najsilniejsze i najwaleczniejsze psy.

## Popularność
Cieszy się coraz większym zainteresowaniem w Polsce. Popularny jest w Stanach Zjednoczonych i Japonii.